# Cachi (Salta)
Cachi is een plaats in het Argentijnse bestuurlijke gebied Cachi in de provincie Salta. De plaats telt 5.254 inwoners.

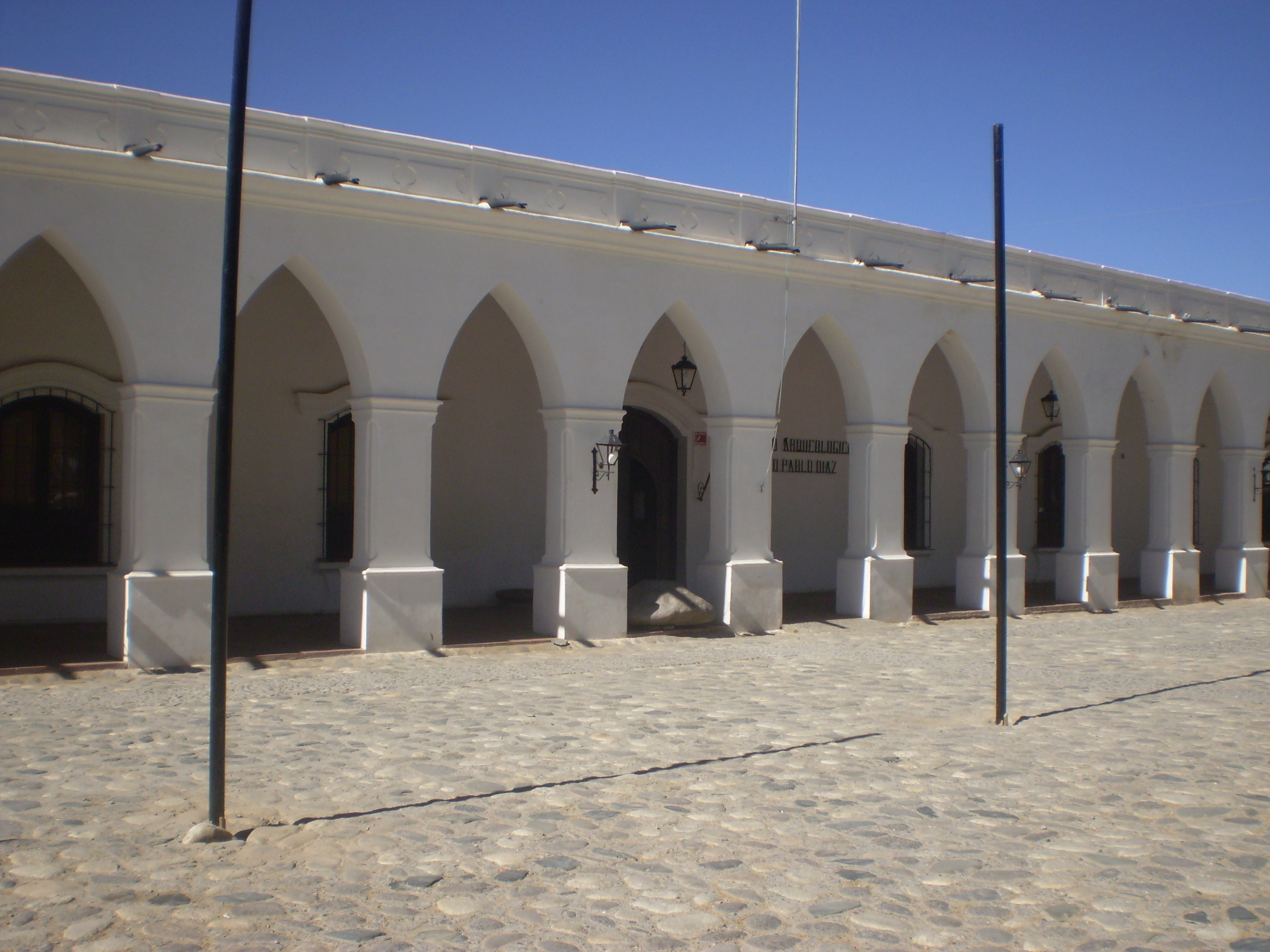
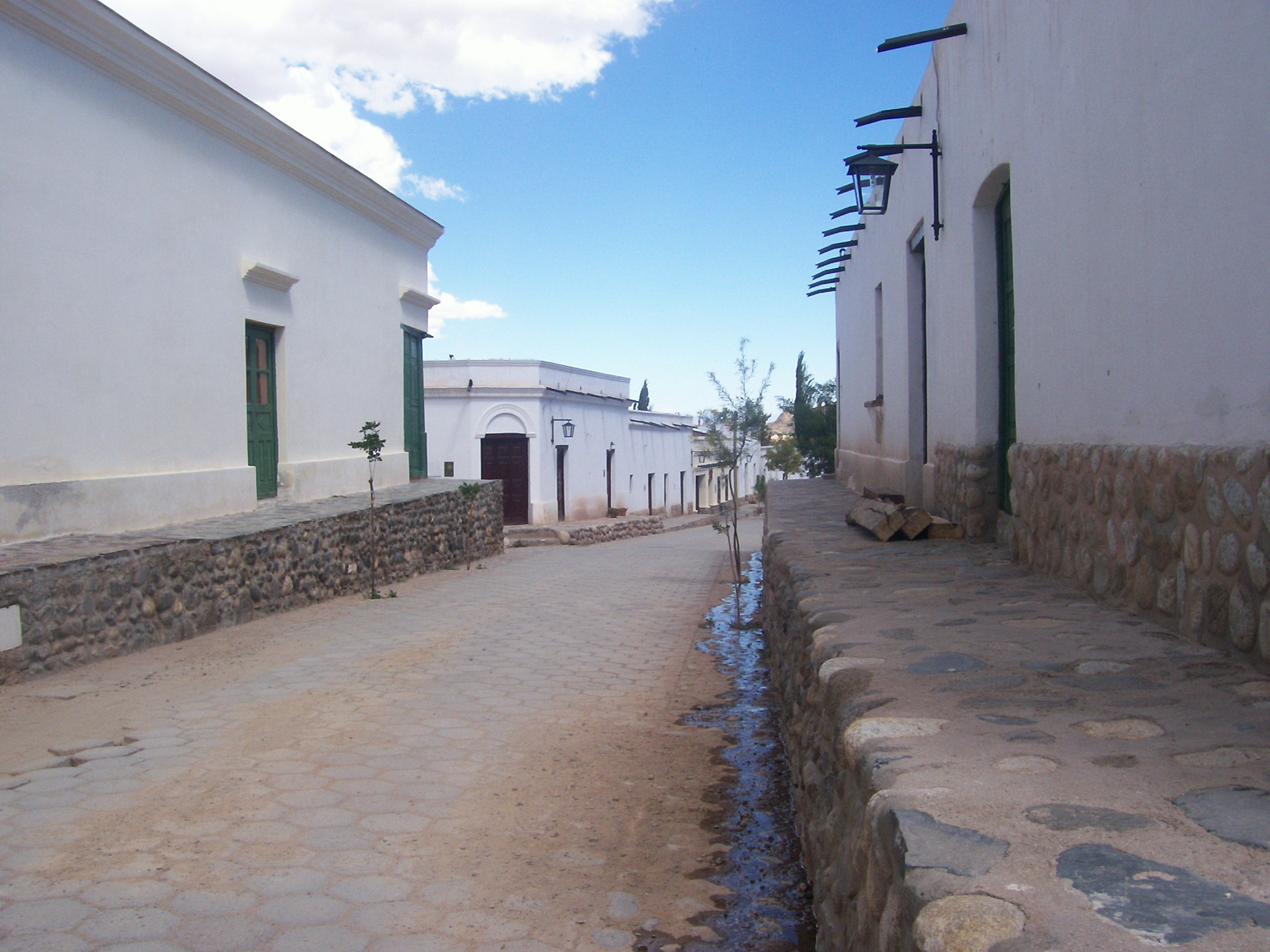
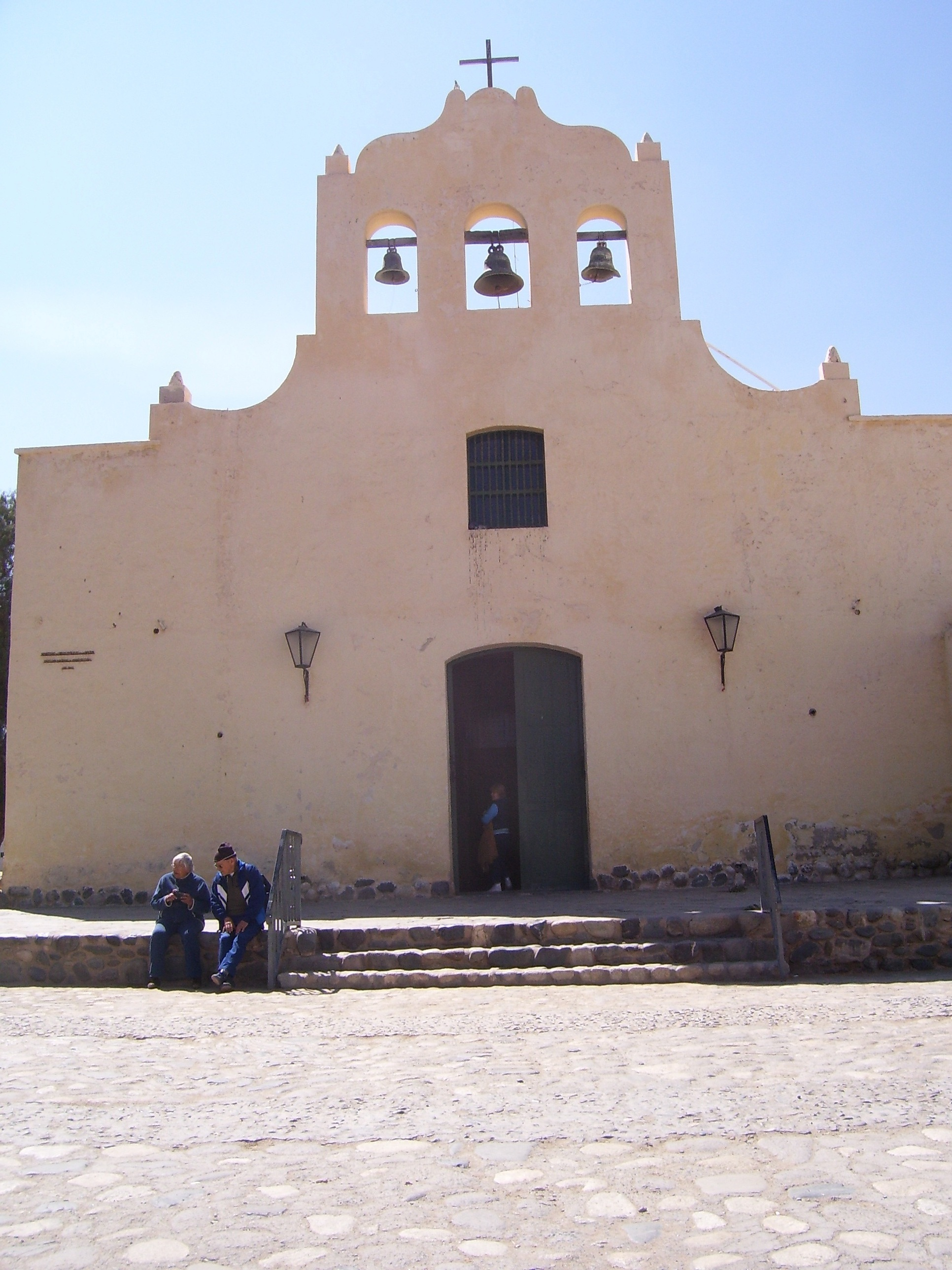